# Mädchen in Uniform (1931)
Mädchen in Uniform ist ein deutscher Spielfilm aus dem Jahre 1931 unter der Regie von Leontine Sagan und der künstlerischen Leitung von Carl Froelich, nach einem Schauspiel von Christa Winsloe. Er wird seit den 1970er Jahren von der feministischen Filmgeschichtsschreibung als der erste massenwirksame deutsche Spielfilm angesehen, aus dem parallel zur allgemeinen Adoleszenzerfahrung der Hauptfigur die Möglichkeit einer lesbischen Liebe herausgelesen werden kann.

## Handlung
Die vierzehnjährige Manuela von Meinhardis, Tochter eines Offiziers, deren Mutter bereits verstorben ist, wird von ihrer Tante in ein Stift für höhere Töchter nach Potsdam geschickt. Obwohl der Film zu Beginn der 1930er Jahre spielt, ist der Erziehungsstil in diesem Internat nach wie vor von preußischem Drill und dem Fehlen menschlicher Nähe geprägt. Nach Meinung der Oberin sollen die Soldatentöchter aus guten Familien dort zu Soldatenmüttern erzogen werden. Den Schülerinnen wird verboten, sich bei ihren Eltern in Briefen über die schmalen Essensportionen zu beschweren; als die Oberin einen solchen Beschwerdebrief der vorwitzigen Ilse zu lesen bekommt, wird diese bestraft.
Die Auswirkungen der strengen Erziehung auf die sensible Manuela und die anderen Schülerinnen sind verheerend. Manuela hat Schwierigkeiten, sich den Verhältnissen anzupassen, obwohl sie schnell Freundinnen findet. Wärme und Verständnis geht im Lehrpersonal nur von der jungen Lehrerin Fräulein von Bernburg aus, in die Manuela sich glühend verliebt. Als Fräulein von Bernburg ihr als Ersatz für ihre zerschlissenen Sachen eines ihrer eigenen Unterhemden schenkt, ist Manuela berauscht. Die Katastrophe bahnt sich an, als Manuela nach einer erfolgreichen Schultheateraufführung von Don Karlos – glücklich über ihren Bühnenerfolg und von heimlich gepanschter Bowle betrunken – öffentlich erklärt, wie lieb sie die Lehrerin hat. Die Oberin sieht Manuela daraufhin als moralische Gefahr für ihre Schülerinnen und lässt sie in ein Isolierzimmer sperren. Auch will die Oberin Manuela aus dem Stift werfen, lässt aber davon ab, als sie herausfindet, dass die einflussreiche Protektorin der Schule, eine Prinzessin, einst mit Manuelas Mutter befreundet war.
Die Oberin untersagt Fräulein von Bernburg, deren im Umgang mit den Schülerinnen freundlicherem Erziehungsstil sie alle Schuld zuschreibt, jeden Kontakt mit Manuela. Trotz des Verbotes holt Fräulein von Bernburg Manuela auf ihr Zimmer und erklärt ihr, dass sie nicht mehr mit ihr Kontakt haben dürfe. Als die Oberin herausfindet, dass Fräulein von Bernburg sich über ihr Verbot hinweggesetzt hat, entlässt sie die Lehrerin. Fräulein von Bernburg erklärt, dass sie in einem solchen Internat sowieso nicht weiter bleiben könne. Unterdessen versucht sich Manuela in ihrer Verzweiflung darüber, dass sie nun offenbar auch von der geliebten Lehrerin im Stich gelassen wird, vom obersten Absatz des Treppenhauses in den Tod zu stürzen. Durch das beherzte Einschreiten aller Mitschülerinnen kann das Unglück im letzten Augenblick verhindert werden. Die Oberin, die nun offen ins Unrecht gesetzt ist, geht durch ihre Schülerinnenschar langsam und nachdenklich die Treppe hinunter.

## Produktionsgeschichte
Der Schwarzweißfilm basiert auf Christa Winsloes Schauspiel Ritter Nérestan, das 1930 in Leipzig Premiere hatte. 1931 wurde das Theaterstück unter Leontine Sagans Regie mit dem Titel Gestern und heute in Berlin neu aufgelegt. Carl Froelich, Leiter der Deutschen Film-Gemeinschaft, übertrug Sagan daraufhin im selben Jahr auch die Regie der Verfilmung. Die Berliner Firma Deutsche Film-Gemeinschaft wurde eigens für diesen Film gegründet und danach wieder aufgelöst. Ungewöhnlich ist die ausschließlich weibliche Besetzung des Films, und für die Zeit ebenso ungewöhnlich auch die Zusammenarbeit von zwei Frauen in den Schlüsselfunktionen Regie und Drehbuch.
Die Hauptdarstellerinnen Hertha Thiele und Dorothea Wieck standen 1933 für Frank Wysbars Film Anna und Elisabeth noch einmal gemeinsam vor der Kamera. Obwohl sie im selben Jahr (1908) geboren wurden, spielen sie im Film Frauen unterschiedlichen Alters. Auch Erika Mann ist in Mädchen in Uniform in einer Nebenrolle als die für das Theaterstück Don Karlos verantwortliche Lehrerin zu sehen und zu hören.
Ein Teil des Films wurde im Großen Militärwaisenhaus in Potsdam gedreht, darunter im Treppenhaus die Szene des Selbstmordversuchs der Manuela.

## Rezeption

### Zeitgenössische Rezeption
Bei der erstmaligen Zensurvorlage bei der Filmprüfstelle am 1. Oktober 1931 erhielt der Film (2682-m-Version) Jugendverbot. Diese Entscheidung wurde am 8. April 1932 auch für eine auf 2480 Meter gekürzte Fassung bestätigt.
Im November 1931 feierte der Film in Berlin Premiere. Der Film wurde international herausgebracht und war sehr erfolgreich, vor allem in Japan und (in einer zensierten Version) den USA, aber auch in Frankreich, Großbritannien und Mexiko. Bis Anfang 1934 spielte er 6 Millionen Reichsmark ein. Die Produktionskosten hatten nur 55.000 RM betragen. Die 23-jährige Hertha Thiele wurde durch diesen Filmauftritt kurzzeitig zum Star. Dorothea Wieck bekam aufgrund ihrer intensiven Darstellung einen Vertrag mit der US-Produktionsfirma Paramount und drehte zwei Filme, die allerdings wenig erfolgreich waren.
Irving Thalberg, Produktionschef von MGM, war 1933 von der sensiblen Darstellung des Themas so angetan, dass er einer entsprechend subtilen Darstellung weiblicher Zuneigung in der prestigeträchtigen Produktion von Königin Christine, Greta Garbos erstem Streifen nach über anderthalb Jahren, zustimmte. Garbo küsst in dem Film ihre Kammerzofe direkt auf den Mund und macht aus der Art ihrer Beziehung keinerlei Hehl.
Während Mädchen in Uniform wegen seiner künstlerischen Qualität und als Plädoyer der Menschlichkeit in vielen Ländern überschwänglich gefeiert wurde, beanstandete der Filmkritiker Harry Alan Potamkin, dass es im ganzen Film kein Anzeichen dafür gebe, dass autoritäres Verhalten durch demokratisches zu überwinden wäre. Die einzige Hoffnung auf eine Unterbindung der von der Anstaltsoberin ausgehenden willkürlichen Disziplin richte sich auf die Prinzessin und Wohltäterin der Anstalt, die am Ende des Films erscheint, von den Missständen jedoch nichts bemerkt. Das Autoritätsprinzip bleibe unerschüttert.
In der Zeit des Nationalsozialismus wurde Mädchen in Uniform – anders als häufig angenommen – nicht verboten. Stattdessen wurde die Filmregie gelegentlich allein Carl Froelich, seit 1939 Präsident der Reichsfilmkammer, zugeschrieben.

### Wiederentdeckung und heutige Rezeption
Bei der FSK-Prüfung am 8. Dezember 1949 wurde der Film (2417-m-Version) uneingeschränkt freigegeben. Nachdem er in der BRD nur inoffiziell beispielsweise als Video verbreitet und in Frauenzentren gezeigt wurde, folgte die öffentliche Wiederaufführung erst 1977, als einige westdeutsche Sendeanstalten sich entschlossen, den Film in ihren Dritten Programmen zu senden.
Die Wiederentdeckung des Filmes geschah auch international beispielsweise bei Filmfestivals, das lesbische Magazin Dyke nannte Mädchen in Uniform beispielsweise die erste lesbische Filmproduktion überhaupt. In der lesbischen Szene besitzt Mädchen in Uniform bis heute den Rang eines Kultfilms.

### Spätere Verfilmungen und Vergleich
Im gleichnamigen Remake aus dem Jahr 1958 (Regie: Géza von Radványi; mit Romy Schneider, Lilli Palmer und Therese Giehse), wurde, im Gegensatz zur Erstverfilmung, sowohl die politische Kritik am Preußentum als auch die Liebesgeschichte zwischen den beiden Hauptfiguren abgeschwächt. Auch in diesem Film sieht Manuela (Schneider) in Fräulein von Bernburg (Palmer) einen tröstenden Lichtblick inmitten harscher Internatsregeln und schwärmt für die freundliche Lehrerin, die ihr jedoch im Vergleich zur Erstverfilmung eher mütterliche Gefühle entgegenzubringen scheint und sich passiver verhält.
In der Verfilmung von 1931 gibt Fräulein von Bernburg allen Mädchen einen Gutenachtkuss auf die Stirn, was diese verzückt; doch nachdem Manuela ihre Arme um das Fräulein geschlungen hat, kommt es zu einem längeren Blickkontakt, woraufhin diese sie auf den Mund küsst. Das Mädchen sinkt glücklich in ihr Bett zurück, während die Lehrerin wieder Haltung annimmt und weitergeht. Der Film von 1958 belässt es in dieser Szene bei einem Kuss auf die Stirn und fügt stattdessen an anderer Stelle eine (in der Erstverfilmung nicht vorhandene) Szene ein, in der Manuela und Fräulein von Bernburg alleine in einem Klassenzimmer stehen und das Mädchen der Lehrerin ihren Text als Romeo aufsagt, den sie für eine Schulaufführung von Romeo und Julia gelernt hat. In der Inszenierung ist in dieser Szene ein Kuss vorgesehen, und Manuela küsst ihre zurückhaltende und offensichtlich überraschte Lehrerin auf den Mund.
In der Verfilmung von 1931 zeigt Ilse Manuela die Innenseite ihrer Spindtür, die mit Fotos von Hans Albers bedeckt ist, Kommentar: Fein was? Du, die Mia, die hat sich die Henny Porten hingehängt. Aber ich hab mir den Albers hingeklebt. Du, der hat so furchtbar viel ... Na, wie heißt denn das? Du, wie nennt man denn das, was die Leute beim Film alle haben? – Sex appeal, nicht? – Ja ... Du, das hat er mächtig! In der Neuverfilmung heißt es dagegen spröde: Der hat doch dieses gewisse ... Wie nennt man das noch? – Das gewisse ... Etwas. – Das hat er bestimmt!
Wie auch in der Version von 1931 gibt es gegen Ende des Films eine Unterredung zwischen der Oberin und Frl. v. Bernburg, in der die Lehrerin ihre Kündigung einreicht. Jedoch zeigt sich die Oberin des Remakes nach diesem Gespräch einsichtig, hält die Hand des kranken, schlafenden Mädchens und bittet die Lehrerin zu bleiben, was diese jedoch ablehnt mit der Begründung, dass es so besser für Manuela sei.
Eine andere Neuverfilmung entstand bereits einige Jahre zuvor in Mexiko als Muchachas de uniforme (1951) unter Regie von Alfredo B. Crevenna. Der Film Lost and Delirious (Léa Pool, Kanada 2001) greift eine Reihe von Motiven des Films Mädchen in Uniform auf, basiert jedoch auf einer eigenen Textvorlage. Die Handlung findet ebenso in einem Mädcheninternat statt, jedoch verlieben sich in Lost and Delirious zwei Schülerinnen ineinander. Auch der Film Loving Annabelle (Katherine Brooks, 2006) bedient sich des Motivs einer Schülerin, die sich in ihre Lehrerin verliebt. Nach Angaben von Brooks inspirierte sie Mädchen in Uniform zu diesem Film. Der Film war außerdem Grundlage und Inspiration für René Polleschs Theaterstück Mädchen in Uniform – Wege aus der Selbstverwirklichung am Deutschen Schauspielhaus in Hamburg (2010).

## Auszeichnungen
- Filmfestival Venedig, Publikumspreis für den technisch besten Film (1932)
- Kinema Junpo Award (Tokio) für den besten fremdsprachigen Film (1934)